# Brotkruste

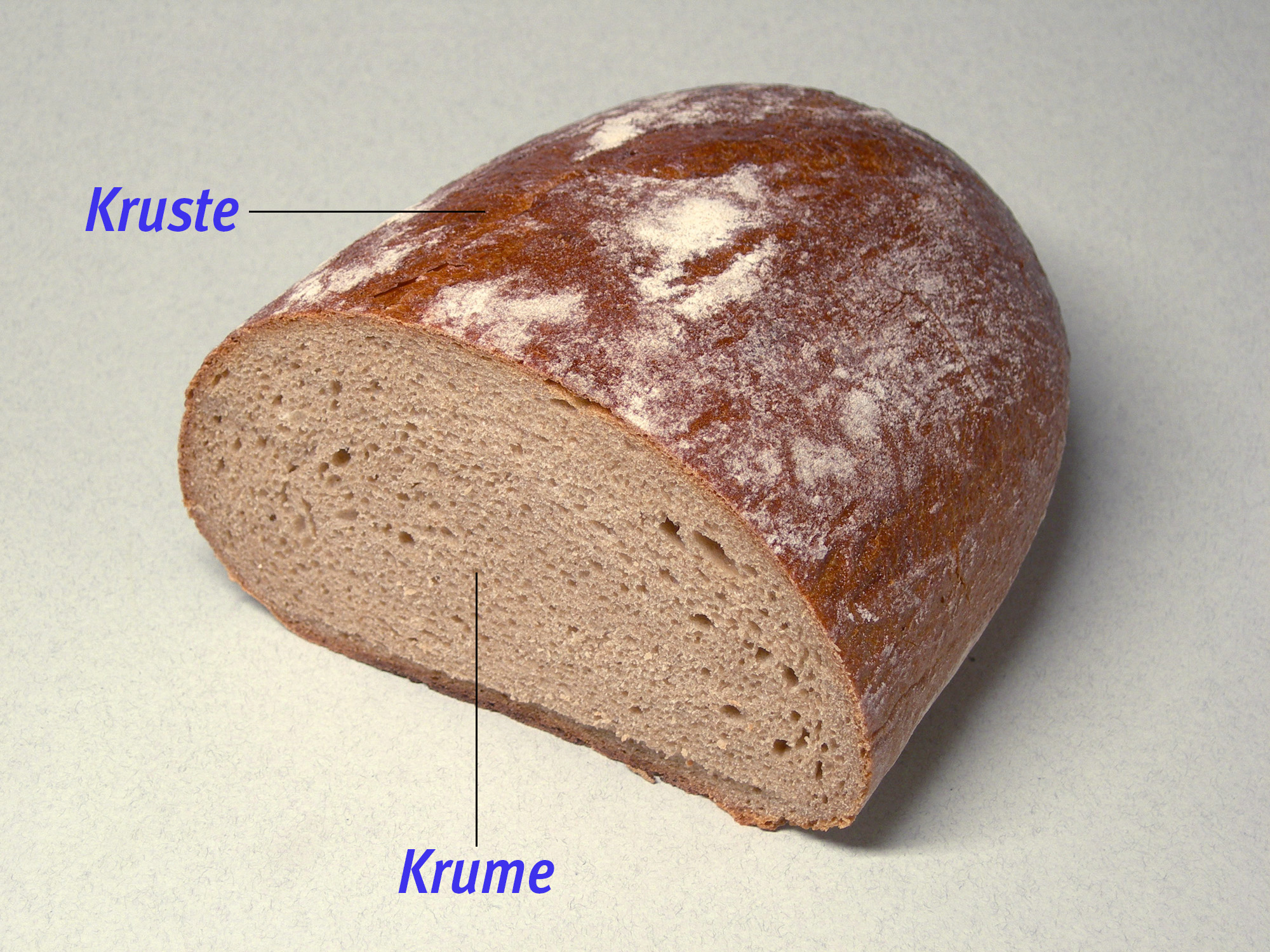
Unterschied zwischen Krume und Kruste

Als Brotkruste oder Brotrinde wird die äußere harte Hülle von Brot bezeichnet. Sie schützt die feuchte und weiche Krume vor biologischen Schädlingen und mechanischer Beschädigung, verbessert die Haltbarkeit und bewirkt maßgeblich den Geschmack des Brotes. Durch unterschiedliche Form, Backverfahren und Behandlung der Oberfläche können aus einem Grundteig eine Vielzahl von Broten mit unterschiedlichen Charakteren und unterschiedlicher Rösche produziert werden. Die Risse in der Brotkruste, die durch Einschneiden oder Flechten entstehen, bezeichnet man als Ausbund.

## Bildung

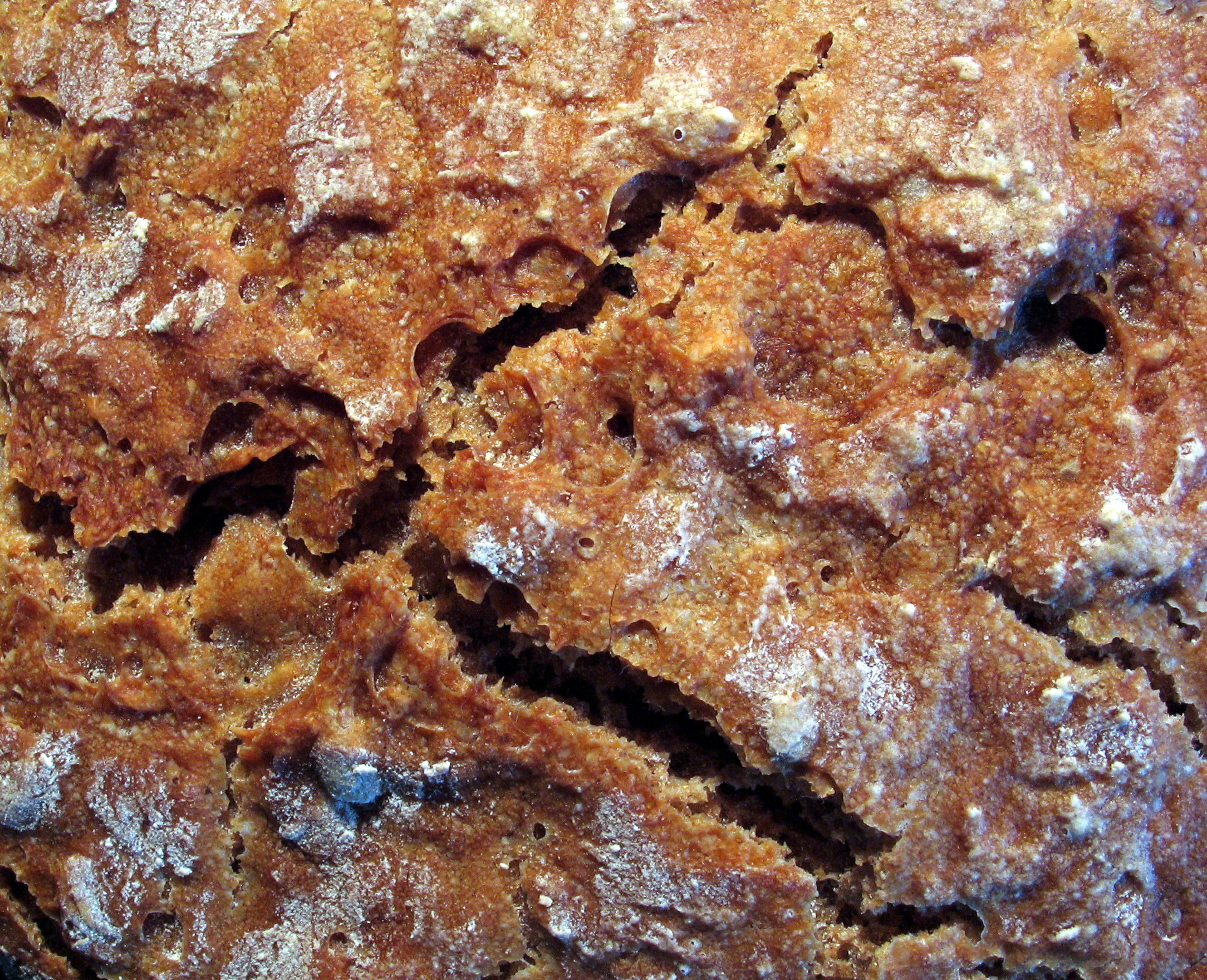
Nahaufnahme Brotkruste

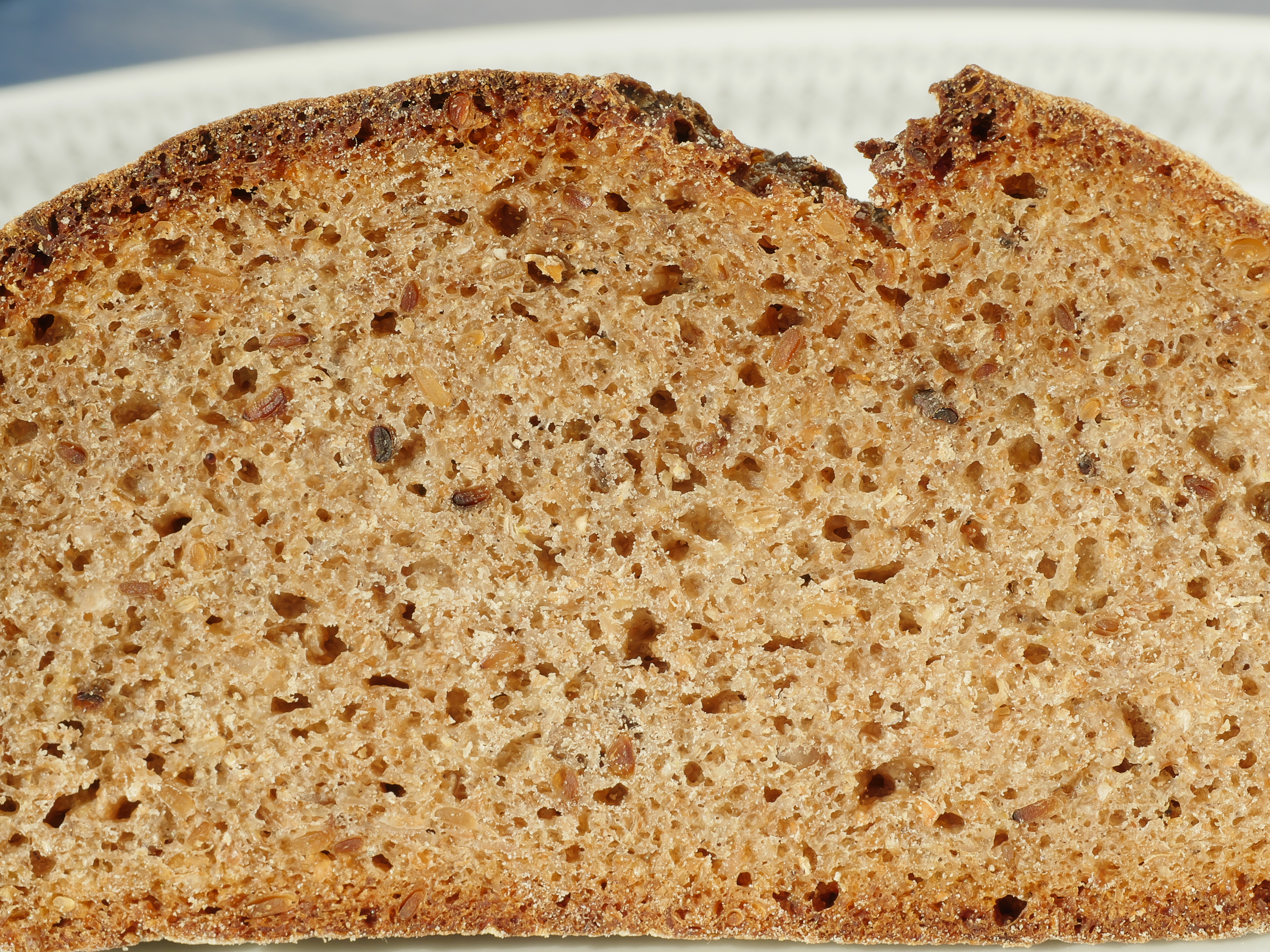
Kruste bei einem angeschnittenen Brot aus Roggenvollkornmehl mit Ausbund (halb rechts oben)

Bei der Krustenbildung sind die Maillard-Reaktion und die Bildung heller und dunkler Dextrine von entscheidender Bedeutung. Durch diese Reaktionen entstehen nicht nur die braunen Farbstoffe, sondern auch Geschmacks- und Geruchsstoffe, die das Aroma prägen. Bei Sauerteigbroten werden diese Vorgänge begünstigt, da während der Sauerteigreifung Vorstufen für diese Prozesse entstehen. Es werden ebenso für den Menschen toxikologisch bedenkliche Substanzen gebildet. Einer dieser Stoffe ist das Acrylamid, das bei einer Backtemperatur von über 180 °C verstärkt entsteht. Allerdings entstehen dabei auch Melanoidine, die antioxidativ und krebshemmend wirken können. Bei der Verwendung von Brotbackautomaten entsteht keine nennenswerte Kruste, da der Teig nicht von heißer und feuchter Luft umgeben ist.
Beim Abkühlen geht ein Teil der Aromastoffe in die Krume über und trägt zu deren Geschmack bei. Besonders bedeutend ist dies bei reinem Weißbrot und Brötchen.
Bäckereien verwenden verkleisterte Kartoffelstärke zum Schließen von glatten Krusten nach dem Backen. Dadurch wird die Brotkruste (lateinisch crusta panis) gut versiegelt und bekommt einen intensiven Glanz. Es ist üblich, die Kartoffelstärke leicht anzurösten, bevor sie mit kochendem Wasser verkleistert wird, um die Konzentration an hellen und dunklen Dextrinen zu erhöhen.

## Rösche
Ein Qualitätsmerkmal der Brotkruste ist die Rösche. Eine rösche Brotkruste ist knusprig und im Idealfall zartsplittrig. Die Rösche wird als Anzeichen des Frischezustandes angesehen. Die Brotkruste hat nach dem Backvorgang meist nur einen Wassergehalt von 5–10 %, während die Krume feuchter ist. Durch den Feuchtigkeitsausgleich verliert die Kruste im Laufe der Zeit ihre Rösche.